# Земляні удави
Земляні удави (Tropidophiidae) — родина рідкісних неотруйних змій з надродини Нижчі змії. Має 3 роди та 25 видів. Інша назва «вест-індійські удави». Довгий час їх відносили до удавових.

## Опис
Загальна довжина представників цієї родини коливається від 30 до 60 см. Голова здебільшого пласка, морда витягнута. Тулуб стрункий, кремезний. У всіх є рудименти задніх кінцівок у вигляді маленького шипа, голови вкриті численною дрібною лускою. На відміну від удавів має розвинену праву легеню, але ліва — значно зменшена або відсутня. Забарвлені здебільшого у темні кольори або відтінки — мають колір схожий з корою дерев, рослинності, трави або ґрунту.

## Спосіб життя
Полюбляють тропічні ліси. Деякі значну частину перебувають під землею, риють ходи, у лісовій підстилці. Зустрічаються види, що значну частину життя знаходяться на деревах. Ведуть потайний спосіб життя. Активні вночі. Здобич люблять полювати із засідки. Живляться гризунами та ящірками.
Це здебільшого живородні змії, лише деякі яйцекладні або яйцеживородні.

## Розповсюдження
Мешкають на островах Карибського басейну, особливо на о.Куба. Зустрічаються у Центральній та Південній Америці. 

## Роди
- Trachyboa
- Tropidophis
- Xenophidion